# Pfaffia velutina
Pfaffia velutina är en amarantväxtart som beskrevs av Carl Friedrich Philipp von Martius. Pfaffia velutina ingår i släktet Pfaffia och familjen amarantväxter. Inga underarter finns listade i Catalogue of Life.